# Charles Hering Sr
Pour les articles homonymes, voir Hering.
Charles Ernst Christian Hering est un relieur d'origine allemande né en 1764 et mort en 1815. Il est le père du relieur Charles Hering Jr (17..-1831) et du peintre
George Edwards Hering (en).

## Biographie
En 1794 Charles Hering ouvre un atelier de reliure au 34 de St. Martin's Treet, dans Leicester Square, à Londres. Il emploie son frère Joseph Hering. Vers 1795 il déménage au 10 de la même rue, où son atelier demeure jusqu'à sa mort en 1815. Il œuvre pour les bibliophiles George Spencer (2e comte Spencer) et Thomas Grenville et pour Lord Byron.
En 1815, son fils Charles Hering Jr reprend la direction de l'atelier de reliure déménagé au 9 Newman Street, associé notamment à Jean-Georges Purgold de 1820 à 1825. En 1823 la firme Hering est florissante et emploie 10 personnes.
En 1831 Charles Hering Jr meurt et les frères James et Henry prennent la tête de l'entreprise Hering.